# Adolf Gawalewicz
Adolf Gawalewicz (ur. 2 września 1916 we Lwowie, zm. 11 czerwca 1987 w Krakowie) – polski prawnik, pisarz i więzień hitlerowskich obozów koncentracyjnych.

## Życiorys
W 1935 zdał egzamin dojrzałości w IX Państwowym Gimnazjum im. Jana Kochanowskiego we Lwowie. W czerwcu 1939 otrzymał dyplom na Wydziale Prawa Uniwersytetu Jagiellońskiego i rozpoczął pracę w krakowskim magistracie.
Za udział w konspiracji i rozpowszechnianiu prasy podziemnej został 16 września 1940 aresztowany i osadzony w więzieniu Montelupich. 9 stycznia 1941 znalazł się w Auschwitz-Birkenau, gdzie otrzymał numer więźnia 9225.
W połowie czerwca 1944 został przewieziony do KL Buchenwald, stąd do Mittelbau-Dora, Ellrich i KL Bergen-Belsen.
Od czerwca 1945 do lipca 1946 przebywał na leczeniu sanatoryjnym w Szwecji. Po powrocie do kraju wrócił do pracy w krakowskim urzędzie miejskim, gdzie pracował do przejścia na emeryturę.
W roku 1948 otrzymał stopień doktora na Uniwersytecie Jagiellońskim. W roku 1963 uczestniczył jako świadek na drugim procesie oświęcimskim we Frankfurcie nad Menem. Zmarł w Krakowie.

## Dzieła (wybór)
- Refleksje z poczekalni do gazu. Ze wspomnień muzułmana (1968)[2][3]
- Opublikował wspomnienia w Przeglądzie Lekarskim[4]
- Poczekalnia do gazu. Fragmenty wspomnień muzułmana. (1963, nr.1a, str. 54-62)
- Numer wraca do nazwiska. 1: Finał "epopei" łagrowej. (1964, nr.1, str. 30-43)
- Numer wraca do nazwiska. 2: Prolog ludzkiego życia. (1964, nr.1, str. 123-134)
- Z rozważań na temat oświęcimskiej problematyki moralnej. (1967, nr.1, str. 45-18)
- Więźniowie funkcyjni w hitlerowskich obozach koncentracyjnych. (1968, nr.1, str. 253-261)